# 여우목고개
여우목고개는 경상북도 문경시 문경읍과 동로면 사이에 위치한 고개다. 높이는 해발 620m이다. 지방도 제901호선이 이곳을 지난다.
국사봉으로 가는 산행 들머리에 위치하고 있어 이 곳으로 산행하려는 등산객이 많이 찾는다.

## 여우목 성지
이 고개를 넘어가는 길목에 여우목 성지가 위치하고 있다. 여우목 성지는 1866년에 발생한 병인박해 때 이 곳에서 살던 30여명의 천주교신자가 체포되어 참수당해 순교하였는데, 1984년 교황 요한 바오로 2세가 이 때 순교한 신자들을 성인으로 시성하면서 이 곳이 성지로 지정된 것이다.

## 소설
김주영이 집필한 소설 《객주》에서 문경새재에 대해 설명하는 부분 중 "문경읍에서 여주목 고개를 올라서서 대의산 자락을 오른쪽으로 끼고 여우목을 지나 중평리 계곡을 거쳐 포암산 중턱인 하늘재를 넘어 수안보에 이르는 험로가 바로 이곳이다"라고 서술하면서 이 곳을 언급한 바 있다.